# Diplotaxis cretacea
Diplotaxis cretacea là một loài thực vật có hoa trong họ Cải. Loài này được Kotov mô tả khoa học đầu tiên năm 1926.